# میزانسن

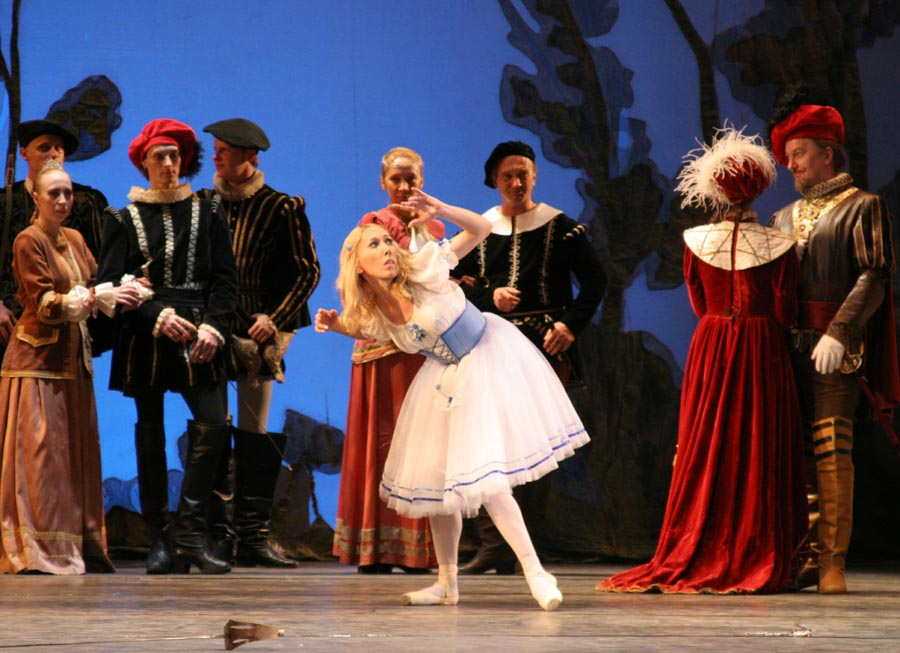
میزانسن

میزانسن (به فرانسوی: mise en scène)، اصطلاحی فرانسوی است که ریشه در تئاتر دارد و از آنجا به سینما نیز وارد شده و به همان صورت در بسیاری از زبان‌های دیگر از جمله انگلیسی به کار می‌رود. این اصطلاح از سه واژه mise (قرار دادن)، en (روی) و scène (صحنه) تشکیل شده که روی هم، معنیِ به صحنه آوردن [نمایش] را می‌دهد که گاهی از واژه جمع و جور صحنه‌بندی برای توصیف آن در زبان فارسی استفاده می‌شود که به چیدمان صحنه اشاره دارد. در زبان فرانسه به کسی که مسئولیت میزانسن را به عهده دارد متورانسن (metteur en scène) گفته می‌شود.
 در حوزه تئاتر به طور کامل و دقیق: «به زمان و محل یا محلهای ورود و خروج هر بازیگر(یا هر جنبنده ای) و همچنین محل قرار گیری هر یک از بازیگران(یا هر جنبنده ای) در هر لحظه از نمایش بر روی صحنه را میزانسن گویند.»
در حوزه سینما عموماً تعریف دقیقی از میزانسن در دسترس نیست، ولی به هر حال همه آن چیزی است که جهان بصری فیلم و فضای کلی آن را شکل می‌دهد؛ بنابراین صدا، موسیقی، روایت (قصه، فیلمنامه) و تدوین (مونتاژ) جزء میزانسن محسوب نمی‌شود. عناصر میزانسنِ سینمایی عبارتند از طراحی صحنه، نور، لباس، آرایش بازیگران، دکور، ترکیب‌بندی قاب تصویر، حرکت و فضا، که تصمیم‌گیری در مورد همه آن‌ها به عهده کارگردان (فیلمساز)، مدیر فیلمبرداری و طراح صحنه است. میزانسن در تعریف کلی هر آن چیزی است که در مقابل دوربین فیلمبرداری واقع است.
در لغت به معنای به روی صحنه آوردن است و در اصطلاح وسیله ای است در اختیار کارگردان تا به کمک آن تصویرسازی کرده و فکر مورد نظر نویسنده و برداشت خود از متن نمایشنامه را به مخاطب منتقل کند. به عبارت دیگر وسیله ای است که تماشاگر را از بیرون به درون نمایش هدایت می کند. یعنی به تماشاگر کمک می کند تا به وسیله آنچه قابل مشاهد است (عناصر عینی) به ذهنیات و دنیای درون شخصیت ها، محتوای داستان، چگونگی کشمکش بین اشخاص بازی و سایر عناصر درونی نمایش دست یابد.

## لباس مهم ترین وجه میزانسن
آلن کیسبی، یکی از چهره‌های شاخص طراحی لباس و گریم در سینما، بر اهمیت تطابق لباس و گریم با کلیت فیلم تاکید فراوانی داشته است. به اعتقاد او، لباس و گریم نه تنها باید به شخصیت‌ها عمق ببخشند، بلکه باید با عناصر بصری دیگر فیلم مانند دوربین، نورپردازی و تدوین نیز هماهنگ باشند.
- لباس و گریم به عنوان زبان بصری: لباس و گریم، به عنوان یکی از مهم‌ترین عناصر بصری در سینما، می‌توانند اطلاعات زیادی درباره شخصیت‌ها، زمان و مکان داستان به بیننده منتقل کنند. انتخاب رنگ‌ها، سبک‌ها و جزئیات لباس و گریم، می‌تواند به طور مستقیم بر احساسات و برداشت‌های بیننده از شخصیت‌ها تأثیر بگذارد.
- هماهنگی با عناصر دیگر فیلم: برای ایجاد یک اثر سینمایی یکپارچه و هماهنگ، لباس و گریم باید با سایر عناصر بصری فیلم مانند دوربین، فاصله کانونی، زاویه دوربین، حرکت دوربین و تدوین در ارتباط باشند. به عنوان مثال:
  - دوربین: فاصله دوربین از سوژه و زاویه دوربین می‌توانند بر تأثیرگذاری لباس و گریم بیافزایند. یک نمای نزدیک از صورت یک شخصیت، جزئیات گریم را برجسته کرده و به بیننده اجازه می‌دهد تا احساسات او را بهتر درک کند.
  - نورپردازی: نورپردازی می‌تواند بر رنگ‌ها و بافت‌های لباس و گریم تأثیر گذاشته و به ایجاد جو خاصی کمک کند. نورپردازی تاریک و سایه‌دار می‌تواند به ایجاد حس رمزآلودی و تهدید کمک کند، در حالی که نورپردازی روشن و شاداب می‌تواند حس شادی و امید را القا کند.
  - تدوین: تدوین می‌تواند با استفاده از برش‌های سریع یا آهسته، بر روی جزئیات لباس و گریم تأکید کند و به ایجاد ریتم و تنوع در فیلم کمک کند.
- لباس و گریم به عنوان بازتاب شخصیت: لباس و گریم می‌توانند به طور مستقیم شخصیت یک فرد را نشان دهند. به عنوان مثال، یک شخصیت قدرتمند و ثروتمند ممکن است لباس‌های گران‌قیمت و شیک بپوشد، در حالی که یک شخصیت فقیر و محروم ممکن است لباس‌های پاره و کهنه بپوشد.[۳]